# Territorio nacional de Santa Cruz
El territorio nacional de Santa Cruz o gobernación de Santa Cruz fue la división territorial de Argentina creada en 1884 que antecedió a la formación de la provincia de Santa Cruz en 1956.

## Antecedentes
En 1859 el argentino Luis Piedrabuena estableció su base en la isla Pavón, esta base ha devenido en la actual ciudad de Comandante Luis Piedrabuena. En 1864 Piedrabuena fundó la pequeña población de Las Salinas, que actualmente es una adyacencia de la ciudad de Puerto Santa Cruz.
En 1873 el gobernador chileno de Magallanes, Oscar Viel y Toro, tomó posesión del río Gallegos en nombre de Chile instalando la colonia de Puerto Gallegos (próxima a Killik-Aike), abandonada en 1875 ante el reclamo argentino.
En 1876 Francisco Pascasio Moreno estableció una base en la ría de Puerto Deseado.
La Gobernación de la Patagonia fue creada por la Ley n.º 954, del 11 de octubre de 1878, comprendiendo íntegramente al territorio de Santa Cruz. 
En 1877 se efectuó una exploración chilena de la zona del río Gallegos y el lago Argentino.
El 1 de diciembre de 1878, el comodoro Luis Py enarboló la bandera argentina en la cumbre del cerro sobre el Cañadón Misioneros (Puerto Santa Cruz), tomando posesión definitivamente de la región. Formaban la División Naval de la llamada Expedición Py el monitor ARA Los Andes, la cañonera ARA Uruguay y la bombardera ARA Constitución. Ese día se fundó Puerto Santa Cruz. El 12 de noviembre el presidente Nicolás Avellaneda firmó un decreto organizando la Subdelegación Marítima en el Cañadón Misioneros, que desde el año siguiente pasó a ser Subprefectura, quedando a cargo del teniente de navío Carlos María Moyano.
En 1881 se firmó el tratado de límites entre la Argentina y Chile que aseguró definitivamente la posesión argentina de los territorios de la Patagonia Oriental.
La ciudad de Río Gallegos fue fundada el 19 de diciembre de 1885.
En 1884 a instancias del gobierno argentino, Antonio Oneto fundó la ciudad de Puerto Deseado. En esos años la región cordillerana de Santa Cruz fue recorrida por Francisco Moreno, Luis Jorge Fontana, Carlos María Moyano, Federico Burmeister, entre otros exploradores argentinos.

## El territorio nacional
Por ley nacional n.° 1532, del 16 de octubre de 1884, llamada de Organización de los Territorios Nacionales, se creó el territorio nacional de Santa Cruz con partes de la extinguida Gobernación de la Patagonia:

Artículo 5º.- Gobernación de Santa Cruz, con los siguientes: Al Norte, el paralelo 46º. Al Este, el Atlántico. Al Oeste Chile, y al Sur el paralelo 52º, siguiendo la línea divisoria hasta punta Dungeness.

El gobernador era designado por el Poder Ejecutivo Nacional, con acuerdo del Senado, y duraba tres años en sus funciones, pudiendo ser designado para un nuevo período. Dependía del Ministerio del Interior. Cada uno de los departamentos en que se subdividía el territorio nacional de Santa Cruz tenía un juez de Paz y un Comisario de Policía. La ley estableció en su artículo 7 que el gobernador se constituía como comandante en jefe de la gendarmería y guardia nacional, y que debía colocar en cada distrito un comisario de policía con su correspondiente dotación. La ley estipulaba que al llegar a los 60.000 habitantes, los territorios podían transformarse en provincias. 
El capitán de fragata Carlos María Moyano fue designado primer gobernador del territorio por decreto del 25 de noviembre de 1884, permaneciendo en el cargo hasta mayo de 1887.
Sobre la base de accidentes naturales, Santa Cruz, fue a su vez, subdividida en cuatro departamentos: Deseado, San Julián, Santa Cruz y Gallegos mediante un decreto del 18 de diciembre de 1884: 

Artículo 1: Divídese la Gobernación de Santa Cruz en cuatro Departamentos, que se denominarán indistintamente por su orden numérico ó por las localidades conocidas.

Artículo 2: Desígnase como límites de los Departamentos, los siguientes:

Del primero, ó sea Santa Cruz: por el Norte, el Río Chico por su brazo septentrional y el puerto de Santa Cruz; por el naciente, el Océano Atlántico; por el Sud, el río Coole por su brazo septentrional y la Bahía Coy, y por el poniente, la Cordillera de los Andes.

Del segundo, ó sea Gallegos: por el Norte, el primer Departamento; por el naciente, el Atlántico; por el Sud, la línea divisoria con la República de Chile; y por el poniente, las cumbres de la Cordillera de los Andes.

Del tercero, ó sea San Julián: por el Norte, el arroyo Seco, que nace de la Cordillera, y desemboca en el mar, con el nombre de río Bajo á inmediaciones del cabo Watchman; por el naciente, el Atlántico; por el Sud, el primer Departamento; y por el poniente, la Cordillera de los Andes.

Del cuarto, ó sea Deseado: por el Norte, el grado 46 de latitud austral, como línea divisoria con la Gobernación del Chubut; por el naciente, el Atlántico; por el Sud, el tercer Departamento; y por el poniente, la Cordillera de los Andes.

Artículo 3: Desígnase como Capital del Territorio la población actual de Santa Cruz.

El 4 de enero de 1888, el explorador y segundo gobernador del territorio, Ramón Lista, trasladó la sede del gobierno a Río Gallegos, ciudad que solo adquirió condición de capital el 20 de noviembre de 1897 al ser reconocida por el Gobierno Nacional.  
La Argentina reclamaba como límites occidentales las altas cumbres de la cordillera de los Andes, por esa razón, luego de las exploraciones realizadas por el teniente de navío Moyano en noviembre de 1883, se produjeron incidentes fronterizos en la zona. Entre ellos, uno ocurrido a fines de octubre de 1900 cuando el gobernador de Santa Cruz Matías Mackinlay Zapiola envió una expedición de 13 hombres hacia el seno de la Última Esperanza que ocupó el sitio en el cual el gobierno chileno fundó luego (en 1911) la ciudad de Puerto Natales. Como la Comandancia del Apostadero Naval de Punta Arenas envió al escampavía Huemul, el 16 de noviembre de 1900 se produjo la retirada de los argentinos, sin enfrentamientos. Entre el 8 de febrero y el 24 de mayo, se produjeron nuevos incidentes en el cerro Palique en la misma región.
Ese territorio costero del océano Pacífico fue adjudicado a Chile por el Laudo Arbitral del 19 de noviembre de 1902, que fijó los límites en esa región (seno de la Última Esperanza) y estableció una línea limítrofe que desde el lago Nahuel Huapi hacia el sur cortó los lagos Buenos Aires, Pueyrredón y San Martín quedando así asignadas las porciones occidentales de las hoyas de esos lagos a Chile y las porciones orientales a la Argentina, hasta alcanzar el cerro Fitz Roy.
El Decreto de división administrativa de los Territorios Nacionales del 19 de mayo de 1904, creó el Departamento Coyle y pasó la capital a Río Gallegos:

Artículo 14. — Queda dividido el Territorio de Santa Cruz, cuya capital será Puerto Gallegos, en cinco departamentos (...)

IV.— COYLE

Capital: puerto Coyle.

Norte — Departamento Santa Cruz.

Este — Océano Atlántico.

Sur— El límite Sur de las secciones XV, XXIII y XXX del plano de mensura de este Territorio y su prolongación hasta el límite con Chile.

Oste — Límite con Chile.

A fines de 1907 se creó el municipio de Río Gallegos.

En 1914 entre el 30% y el 35% de la población del Chubut eran inmigrantes de Europa (la mayoría españoles).

El 15 de octubre de 1915 fueron creados mediante decreto dos nuevos departamentos y se adoptaron los nombres actuales, quedando establecida la actual configuración departamental.
El 31 de mayo de 1944 mediante el Decreto-Ley n.º 13941, le fue segregado al territorio nacional de Santa Cruz toda el área al norte de la vaguada (o talweg) de los ríos Pinturas y Deseado hasta el paralelo 46° S. Una extensión de 55.418 km², que sumada a otros 42.330 km² segregados al también entonces territorio nacional del Chubut, configuró la llamada Zona Militar de Comodoro Rivadavia. El Congreso Nacional ratificó la creación mediante la Ley n.º 12913 sancionada el 19 de diciembre de 1946.

## Provincialización
El 15 de junio de 1955 el Congreso Nacional sancionó la Ley n.º 14408 promulgada por el presidente Juan Domingo Perón, el día 28 por la cual se crearon cinco provincias, anulándose la Zona Militar de Comodoro Rivadavia: 

artículo 1º: Decláranse provincias, de acuerdo con lo establecido en los artículos 13 y 68, inciso 14), de la Constitución nacional a todos los territorios nacionales con los límites que a continuación se expresan:

c) Se constituirá otra provincia, limitada al norte por el paralelo 46ºS; al Este, por el Océano Atlántico; al Oeste, por la línea divisoria con la República de Chile, y al Sur, con el Polo, comprendidos Tierra del Fuego, islas del Sur Atlántico y sector antártico argentino.

Por Decreto N° 11429 del 20 de julio de 1955 esa provincia pasó a llamarse Provincia de Patagonia, "hasta tanto se pronuncien las correspondientes convenciones constituyentes".
Durante el gobierno de Pedro Eugenio Aramburu, mediante Decreto-Ley n.º 21178 del 22 de noviembre de 1956 la Provincia de Patagonia fue limitada al territorio de Santa Cruz y tomó el nombre de Provincia de Santa Cruz.

c) Se constituirá otra provincia, limitada al norte por el paralelo 46º; al este por el Océano Atlántico; al oeste, por la línea divisoria hasta Punta Dúngenes. La provincia se denominará Santa Cruz y tendrá por capital provisional a la ciudad de Río Gallegos hasta tanto su convención constituyente decida en definitiva.

Por el Decreto-Ley n.º 4347 del 26 de abril de 1957 se facultó a los comisionados federales a convocar al pueblo de las nuevas provincias para que elijan los convencionales que procederían a dictar sus constituciones.
La Constitución Provincial fue sancionada el 28 de noviembre de 1957, tras las comicios fue elegido democráticamente el primer Gobernador Constitucional de la Provincia de Santa Cruz el Dr. Mario Cástulo Paradelo.